# Hokovce
Hokovce (hongrois : Egeg) est un village de Slovaquie situé dans la région de Nitra.

## Histoire
Première mention écrite du village en 1245.
La localité fut annexée par la Hongrie après le premier arbitrage de Vienne le 2 novembre 1938. En 1938, on comptait 640 habitants dont 12 d'origine juive. Elle faisait partie du district de Šahy (hongrois : Ipolysági járás). Le nom de la localité avant la Seconde Guerre mondiale était Hokovce/Egeg. Durant la période 1938 - 1945, le nom hongrois Egeg était d'usage. À la libération, la commune a été réintégrée dans la Tchécoslovaquie reconstituée.

## Démographie

### Évolution de la population
| Année:               | 1994. | 2004.   | 2014.    | 2024.   |
| -------------------- | ----- | ------- | -------- | ------- |
| Nombre de personnes: | 615   | 569     | 509      | 499     |
| Différence:          |       | -7,47 % | -10,54 % | -1,96 % |

| Année:               | 2023. | 2024.   |
| -------------------- | ----- | ------- |
| Nombre de personnes: | 487   | 499     |
| Différence:          |       | +2,46 % |